# Demócratas Libres (Georgia)
Demócratas Libres (en georgiano: თავისუფალი დემოკრატები), anteriormente Nuetra Georgia - Demócratas Libres, es un partido político liberal y proeuropeo de Georgia fundado el 16 de julio de 2009 por Irakli Alasania, antiguo embajador de Georgia en la ONU.
El partido se formó en oposición al gobierno liderado por Míjeil Saakashvili y su partido Movimiento Nacional Unido. De 2012 a 2014 fue parte de la coalición Sueño Georgiano que derrocó al gobierno del MNU del poder. En 2016 se presentó independientemente de la coalición, perdiendo por poco el umbral del 5% necesario para entrar en el parlamento. Desde entonces, el partido ha estado en la oposición extraparlamentaria.

## Historia

### Oposición

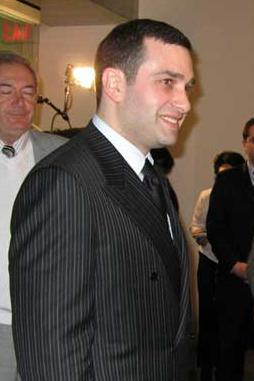
Irakli Alasania, fundador del partido, en 2007.

Irakli Alasania, exembajador de Georgia ante las Naciones Unidas, se opuso al gobierno del MNU liderado por Míjeil Saakashvili en diciembre de 2008. El 23 de febrero de 2009, Alasania, junto con los partidos Nuevas Derechas y el Partido Republicano, anunció la formación de una coalición política, la Alianza por Georgia, en la que Alasania fue nombrado presidente. Alasania estableció su propio partido Nuestra Georgia - Demócratas Libres el 16 de julio de 2009.
La Alianza por Georgia formó parte de las protestas de 2009 que pedían la dimisión de Saakashvili y elecciones presidenciales anticipadas. En las elecciones locales de 2010, la Alianza por Georgia quedó en tercer lugar, recibiendo el 9,19% de los votos. Además, Alasania se presentó a las elecciones a la alcaldía de Tiflis, recibiendo el 19,05% y quedando en segundo lugar, después del alcalde Gigi Ugulava del MNU.
En octubre de 2010, Demócratas Libres se unió a la alianza parlamentaria del Grupo de los Ocho con otros siete partidos de la oposición. Incluía al Movimiento Cristiano Demócrata, Nuevas Derechas, Foro Nacional, Partido Conservador, Partido Republicano, Camino de Georgia y Partido Popular. El objetivo de la coalición era unificar a la oposición en cuestiones relacionadas con la reforma electoral. La agrupación se desintegró cuando dos de los partidos de la oposición se separaron del resto de la coalición y llegaron a un acuerdo con el partido gobernante UNM sobre la reforma electoral. Los 6 partidos que no firmaron el acuerdo intentaron formar una coalición que colapsó en menos de 3 meses debido a diferencias en las tácticas.
El 21 de febrero de 2012, el empresario multimillonario y oligarca Bidzina Ivanishvili estableció la coalición Sueño Georgiano, liderado por el partido político también llamado Sueño Georgiano. Los Demócratas Libres fueron uno de los partidos que se unieron a la coalición. El Sueño Georgiano atrajo manifestaciones masivas desde la formación de la coalición. La campaña de la coalición aumentó después de que el escándalo de la prisión de Gldani pusiera de relieve la tortura generalizada en las cárceles georgianas bajo la administración de Saakashvili.
La coalición desafió con éxito al partido gobernante MNU en las elecciones parlamentarias de 2012, ganando estas elecciones con el 54,97% de los votos, obteniendo 85 escaños en el parlamento. De los 85 escaños, los Demócratas Libres obtuvieron 11. Al día siguiente, Saakashvili aceptó los resultados como legítimos y se comprometió a apoyar el proceso constitucional de formación de un nuevo gobierno y la transferencia pacífica del poder.

### Gobierno con Sueño Georgiano

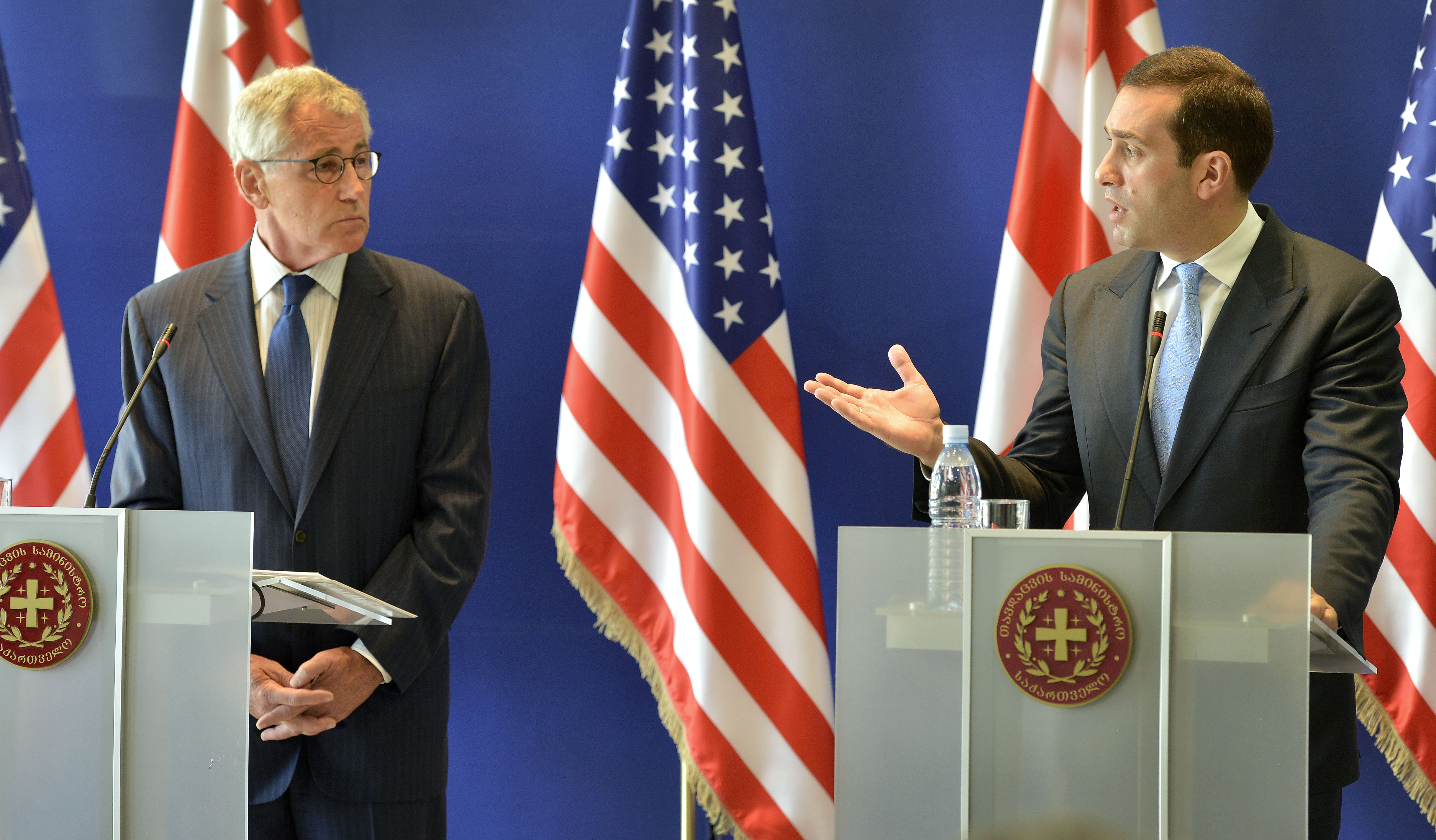
Irakli Alasania, en su calidad de Ministro de Defensa de Georgia, se reúne con Chuck Hagel, Secretario de Defensa de Estados Unidos.

El Demócratas Libres creó la facción Sueño Georgiano-Demócratas Libres. El 25 de octubre, Ivanishvili fue elegido como nuevo primer ministro del país, con 88 votos a favor y 54 en contra. La mayoría de los ministerios en el gabinete de 21 miembros fueron para el partido Sueño Georgiano, mientras que el partido Demócratas Libres estuvo representado en el gobierno por cuatro ministros: Thea Tsulukiani como ministra de Justicia, Irakli Alasania como ministro de Defensa, el vice primer ministro Alexi Petriashvili como ministro de Estado para la Integración Europea y Euroatlántica, y Kote Surguladze como ministro de Estado para Asuntos de la Diáspora.
El nuevo gobierno mantuvo el modelo económico de libre mercado establecido bajo la administración anterior, al tiempo que estableció una red de seguridad social funcional. Además, se iniciaron reformas penitenciarias y criminales que cambiaron el enfoque hacia el crimen para que fuera más indulgente, desechando la política de tolerancia cero aplicada bajo la administración anterior. El Parlamento aprobó el Proyecto de Ley de Amnistía que otorgaba exención total del castigo o una reducción de las sentencias de prisión a los prisioneros. Sin embargo, el gobierno también persiguió a treinta y cinco funcionarios que habían servido bajo el gobierno anterior con cargos criminales que iban desde malversación de fondos hasta abuso de poder y tortura.
En el período previo a las elecciones presidenciales de 2013, los Demócratas Libres debatieron sobre la posibilidad de presentar a Alasania como candidato presidencial independiente, sin embargo, al final, la coalición se decidió por un candidato conjunto, Giorgi Margvelashvili. Margvelashvili ganó las elecciones de manera aplastante, obteniendo el 62% de los votos. El 20 de noviembre de 2013, Ivanishvili dimitió como primer ministro y fue sucedido por el ministro del Interior, Irakli Garibashvili. Durante el mandato de Garibashvili, el gobierno avanzó hacia la integración a la UE aprobando un proyecto de ley contra la discriminación y firmando el Acuerdo de Asociación con la Unión Europea. En las elecciones locales de 2014, se presentó como parte de la coalición Sueño Georgiano, obteniendo el 50,82%.

### Salida del gobierno

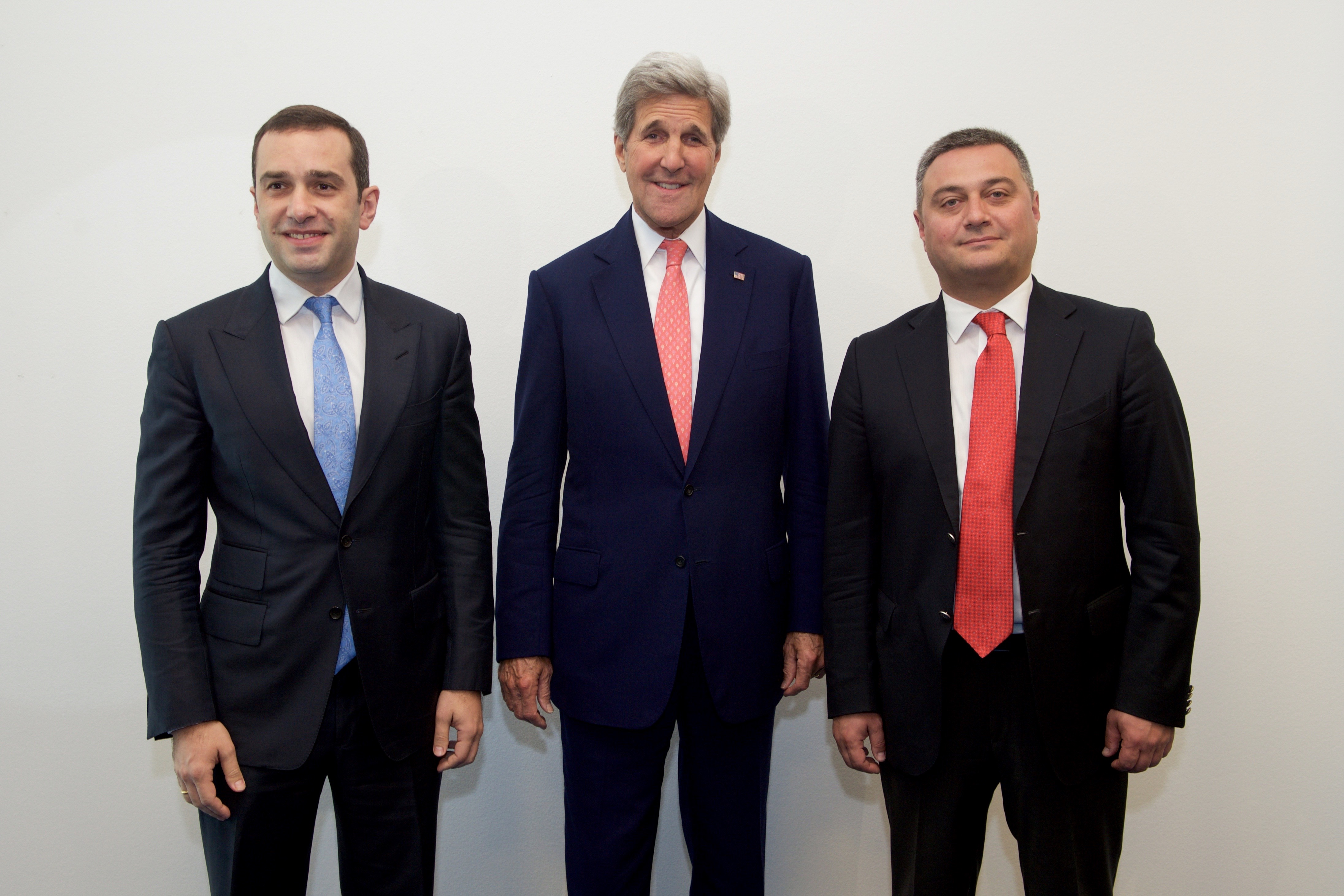
John Kerry, secretario de Estado de Estados Unidos, con líderes de la oposición georgiana.

Demócratas Libres abandonó la coalición Sueño Georgiano en noviembre de 2014, un día después de que Alasania fuera destituido por el primer ministro Garibashvili. Esto llevó al surgimiento de una nueva facción de oposición en el parlamento georgiano y a un cambio de partido por parte de varios parlamentarios entre la coalición gobernante y la nueva facción de los Demócratas Libres. Mientras que el ministro de Estado para la Integración Europea Petriashvili y el Ministro de Asuntos Exteriores Panyikidze anunciaron su renuncia, la ministra de Justicia Tsulukiani declaró que mantendría el puesto.
En las elecciones parlamentarias de 2016, Demócratas Libres se presentaron de forma independiente y recibieron el 4,61% de los votos. Se convirtió en el cuarto partido más grande del país, sin embargo, no logró superar el umbral del 5% necesario para obtener escaños en el parlamento. En respuesta al decepcionante desempeño, Alasania anunció que abandonaba la política y no participó en la segunda vuelta de las elecciones.Shalva Shavgulidze fue elegida como nuevo presidente.
Demócratas Libres y el Partido Republicano se unieron en el período previo a las elecciones locales de 2017. Sin embargo, la alianza se desintegró antes de las elecciones; Demócratas Libres decidieron no participar y los Republicanos se presentaron solos.
En el período previo a las elecciones parciales del distrito de Mtatsminda de 2019, Georgia Europea y Demócratas Libres decidieron presentar un candidato conjunto: el presidente de los Demócratas Libres, Shalva Shavgulidze. Shavgulidze recibió el 38,83%, perdiendo por poco frente al candidato nominado por Sueño Georgiano, Lado Kajadze, que obtuvo el 41%.
Demócratas Libres y Georgia Europea habían discutido una mayor unión antes de las elecciones parlamentarias de 2020 pero sin embargo se presentó por separado, recibiendo 5.188 votos o el 0,27%, el resultado más bajo del partido hasta el momento. En el período previo a las elecciones, el partido sufrió una crisis interna que llevó a que el presidente del partido, Shavgulidze, abandonara el partido y a que Tamar Kekenadze, el secretario general, asumiera su cargo.
En 2021, Demócratas Libres, el Partido Republicano y Constructor de Estrategia anunciaron la formación de la coalición Tercera Fuerza. Tercera Fuerza se presentó a las elecciones locales de 2021 y recibió el 1,34% de los votos.

## Ideología
A pesar de que los Demócratas Libres se han posicionado como un partido de centroderecha, los analistas lo han etiquetado como un partido centrista o de centroizquierda, también clasificado como partido liberal o socioliberal. Algunas veces ha sido categorizado como el único partido de centroizquierda importante en la política georgiana. Sin embargo, algunos analistas ven las posiciones del FD como más de centroderecha y lo describen como adherido al liberalismo económico.
Demócratas Libres es un partido proeuropeo que apoya la integración europea y la ve como un medio para proteger "los intereses nacionales y altos niveles de vida". Se considera que el partido está comprometido con la profundización de los lazos con las instituciones euroatlánticas, incluidas la UE y la OTAN. Demócratas Libres también fue descrito como la facción prooccidental singular de la coalición Sueño Georgiano.

## Resultados electorales

### Elecciones parlamentarias
| Elección | Votos     | %     | Representantes | +/–         | Posición | Coalición | Candidato       |
| -------- | --------- | ----- | -------------- | ----------- | -------- | --------- | --------------- |
| 2012     | 1.181.862 | 54,97 | 11/150         | Nuevo       | 1.º      |           | Irakli Alasania |
| 2016     | 81.464    | 4,63  | 0/150          | 11          | 4.º      |           | Irakli Alasania |
| 2020     | 5.188     | 0,27  | 0/150          | Sin cambios | 15.º     |           | Tamar Kekenadze |

### Elecciones locales
| Elección | Votos   | %     | Representantes | +/– | Coalición           | Posición |
| -------- | ------- | ----- | -------------- | --- | ------------------- | -------- |
| 2010     | 156.540 | 9,19  |                |     | Alianza por Georgia | 3.º      |
| 2014     | 719.431 | 50,82 |                |     | Sueño Georgiano     | 1.º      |
| 2021     | 23.629  | 1,34  | 0/2068         |     | Tercera Fuerza      | 9.º      |